# Sigi Feigel

Sigi Feigel (1982)

Sigi Feigel (* 17. Mai 1921 in Zürich als Sigmund Feigel; † 28. August 2004 ebenda) war ein Schweizer Rechtsanwalt, der sich gegen Rassismus und Antisemitismus engagierte.

## Leben
Sigi Feigel wurde als Sohn russisch-jüdischer Einwanderer in Zürich geboren. Er wuchs in Hergiswil und Luzern auf. An der Universität Zürich studierte er Rechtswissenschaften und schloss 1949 mit dem Doktorat ab. Im gleichen Jahr heiratete er Evi Heim. Als sein Schwiegervater schon bald starb, übernahm er dessen Textilfabrik. Erst nach dem Verkauf der Firma 1977 und nach dem Abschluss des Anwaltsstudiums 1983 konnte er seinen Wunschberuf des Rechtsanwalts aufnehmen.
Er fand auf dem Friedhof oberer Friesenberg seine letzte Ruhestätte.

## Wirken
Sigi Feigel engagierte sich in der Israelitischen Cultusgemeinde Zürich, später im Schweizerischen Israelitischen Gemeindebund. Unter seiner Leitung führte die ICZ das Frauenstimmrecht ein und öffnete sich mit Vorträgen und Führungen einer breiteren Öffentlichkeit. Er engagierte sich gegen Rassismus und Antisemitismus und gründete mehrere Stiftungen, darunter die Stiftung gegen Rassismus und Antisemitismus GRA und die Gesellschaft Minderheiten in der Schweiz GMS. Er kämpfte für die Verabschiedung der Rassismus-Strafnorm (ugs. Antirassismusgesetz), deren Annahme in den 1990er-Jahren in einer Volksabstimmung er später als einen seiner grössten Erfolge ansah. Darüber hinaus war er ein aktiver Teilnehmer an der Debatte zu den sog. nachrichtenlosen Vermögen jüdischer Holocaust-Opfer bei schweizerischen Finanzinstituten. Unter dem Eindruck der Jugendunruhen von 1980 regte Sigi Feigel die Gründung einer überparteilichen Organisation an, welche die Wohnsituation für Personen in Ausbildung in der Stadt Zürich verbessern sollte. 1983 wurde von den Parteien, den Jugendparteien und den konfessionellen Vereinigungen der Stadt der Verein für Jugendwohnhilfe Zürich gegründet (heute Jugendwohnnetz Juwo), den Sigi Feigel bis 2000 präsidierte. Feigel erlebte zwar als Jugendlicher in der Schweiz keinen Antisemitismus, beschloss aber wachsam zu bleiben. Tatsächlich wäre er 1999 selber beinahe Opfer einer schweren Messerattacke geworden.

## Auszeichnungen
Sigi Feigel wurde mehrfach ausgezeichnet. 1998 erhielt er den Ehrendoktortitel der Universität Zürich.
2006 benannte die Stadt Zürich einen Platz an der Sihl, bei der Gessnerbrücke, nach ihm: die «Sigi-Feigel-Terrasse». Im Jahre 2009 wurde eine nach ihm benannte Gastprofessur für jüdische Studien an der Universität Zürich gestiftet.

## Werke
- Der Erziehungszweck im schweizerischen Strafvollzug. 1949 (Diss. jur. Zürich.)
- mit 10 weiteren Autoren: «Wir» Zürcher Juden. Verlag Zürcher Chronik, Winterthur. Separatdruck aus: Zürcher Chronik. 4 (1989), S. 3–27.